# Wendy Foster
Wendy Ann Foster, geborene  Wendy Cheesman (* September 1937 in Surrey; † 15. Januar 1989) war eine britische Architektin und Mitgründerin von Team 4 und Foster Associates.

## Leben
Foster besuchte die Yale School of Architecture. Sie war die ehemalige Freundin von Richard Rogers und heiratete 1964 Norman Foster. Aus der Ehe stammen vier Söhne, Ti, Cal, Steve, Jay. Die Schwester von Wendy Cheesman ist Georgie Wolton, geborene Cheesman, ebenfalls eine Architektin. Wendy Foster starb 1989 an Krebs, als sie noch Partnerin/Direktorin bei Foster Associates war.
Gemeinsam mit ihrer Schwester Georgie Wolton (geb. Cheesman) war sie 1963 zusammen mit Su Rogers (geb. Brumwell), Richard Rogers und Norman Foster Gründungsmitglied des Architekturbüros Team 4. Während Georgie Wolton, die als einzige Architektin mit abgeschlossener Ausbildung der Gruppe den Betrieb des Büros ermöglichte, befanden sich die anderen noch in der Praxiszeit und hatten ihre Ausbildung noch nicht abgeschlossen. Georgie Cheesman verließ das Büro nach wenigen Monaten und überließ die verbleibenden Mitglieder, die weiterhin in der Firma tätig waren, bei dem Versuch ihre Berufsexamen zu bestehen. Rogers, Foster und Brumwell hatten sich während ihres Studiums an der Yale University kennengelernt. Rogers und Brumwell heirateten einander später, ebenso wie Foster und Wendy Cheesman.

## Werke
Eines der ersten Projekte für Team 4 war ein Auftrag von Su Brumwells Eltern, Marcus und Irene Brumwell, zum Bau eines neuen Hauses in Feock, Cornwall, namens Creek Vean. Der Bau von Creek Vean dauerte 3 Jahre und wurde 1966 fertiggestellt. Es war das erste Haus überhaupt, das einen R.I.B.A. Award gewann. Team 4 entwarf auch das Skybreak House in Radlett, Hertfordshire. Es wurde zwischen 1965 und 1966 gebaut, das Innere des Hauses wurde für die Dreharbeiten zu A Clockwork Orange verwendet.
Weitere Häuser, an denen sie während ihrer Zeit bei Team 4 arbeitete, waren die Reliance Controls Fabrik (heute Vishay), Swindon (1967), das Haus von Humphrey Spender (Englischer Fotograf), Maldon, Essex (1965–1966) und Wates Housing, Coulsdon, Surrey (1965), alle in England.
Im Juni 1967 beschlossen Foster und Rogers, die Firma aufzulösen. Die Rogers’ (Richard Rogers und Su Rogers) gründeten Richard and Su Rogers Architects und die Fosters (Norman Foster und Wendy Foster) gründeten Foster Associates. Zu den bemerkenswerten Gebäuden, an denen Wendy Foster beteiligt war, gehören das Sainsbury Centre for Visual Arts, das Willis Faber and Dumas Building und das HSBC Building in Hongkong.
- 1971–1975 Verwaltungsgebäude von Willis, Faber und Dumas in Ipswich
- 1974–1978 Sainsbury Centre for Visual Arts der University of East Anglia in Norwich
- 1979–1986 HSBC-Hochhaus Hong Kong, die Hauptverwaltung der Hongkong and Shanghai Banking Corporation in Hong Kong

## Galerie

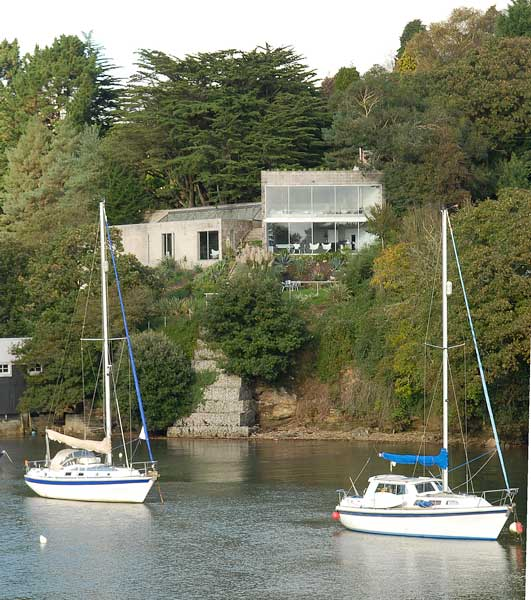
Creek Vean, Feock, Cornwall
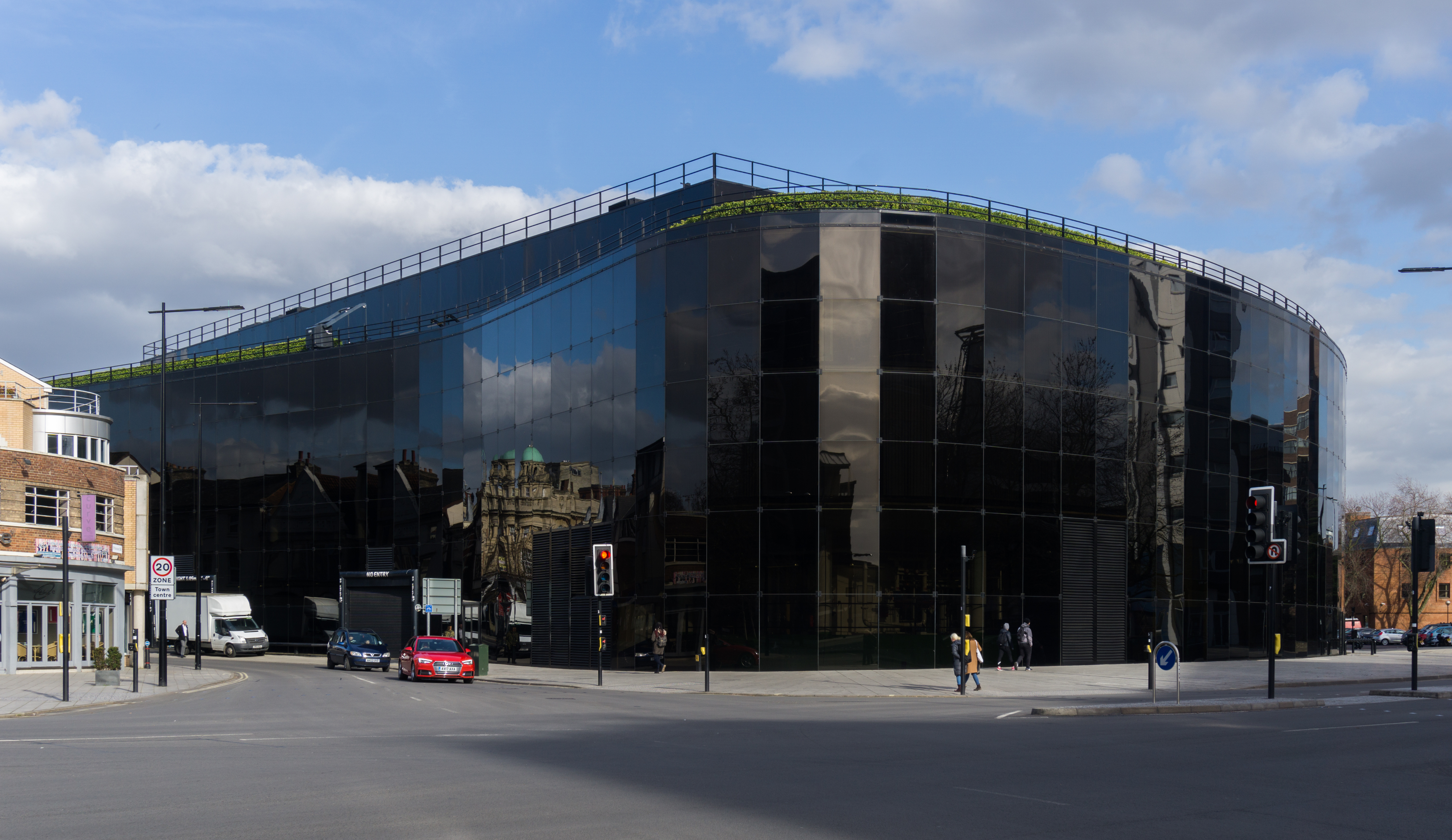
Willis Faber and Dumas Building, Ipswich
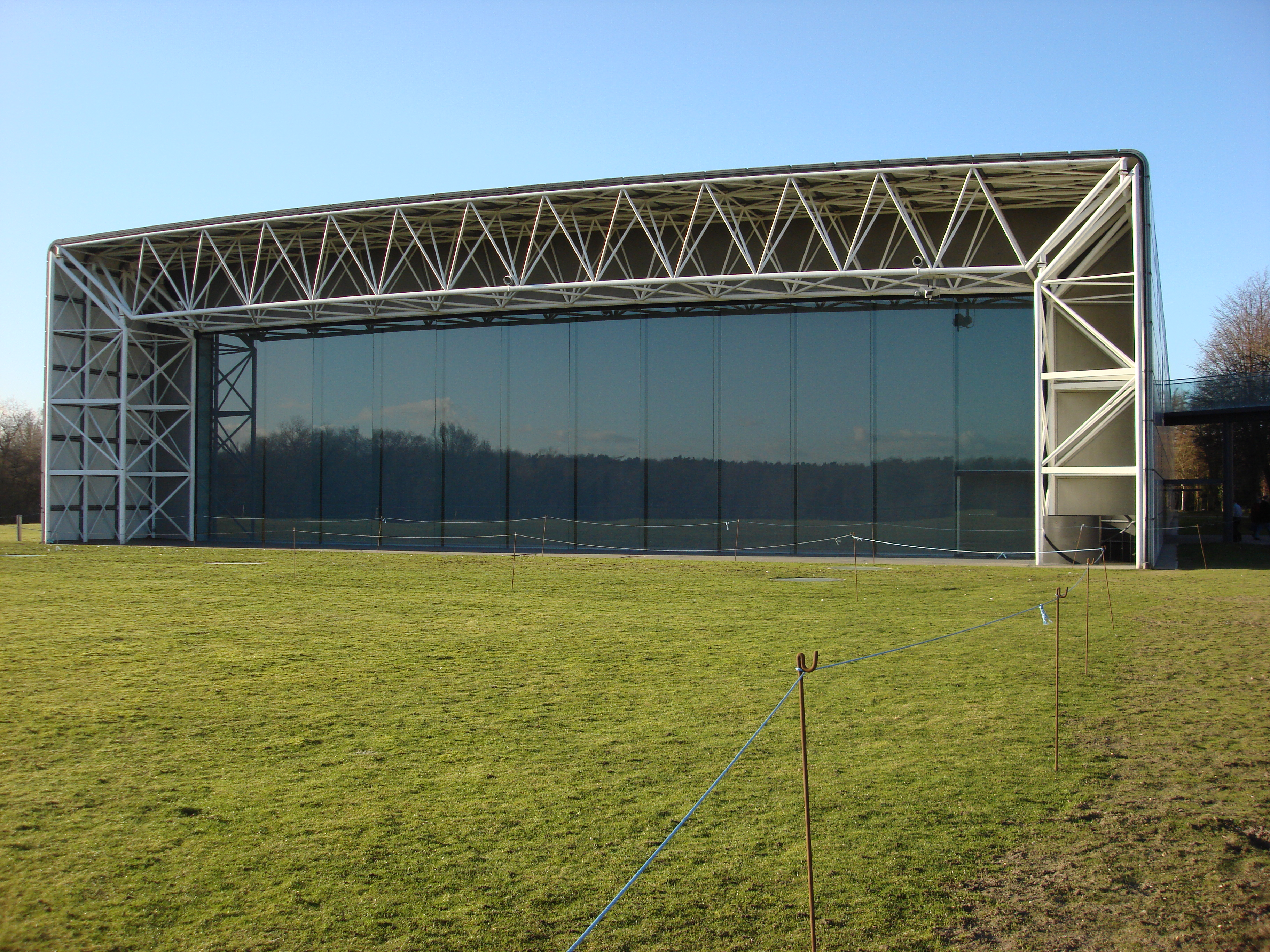
Sainsbury Centre for Visual Arts, Norwich
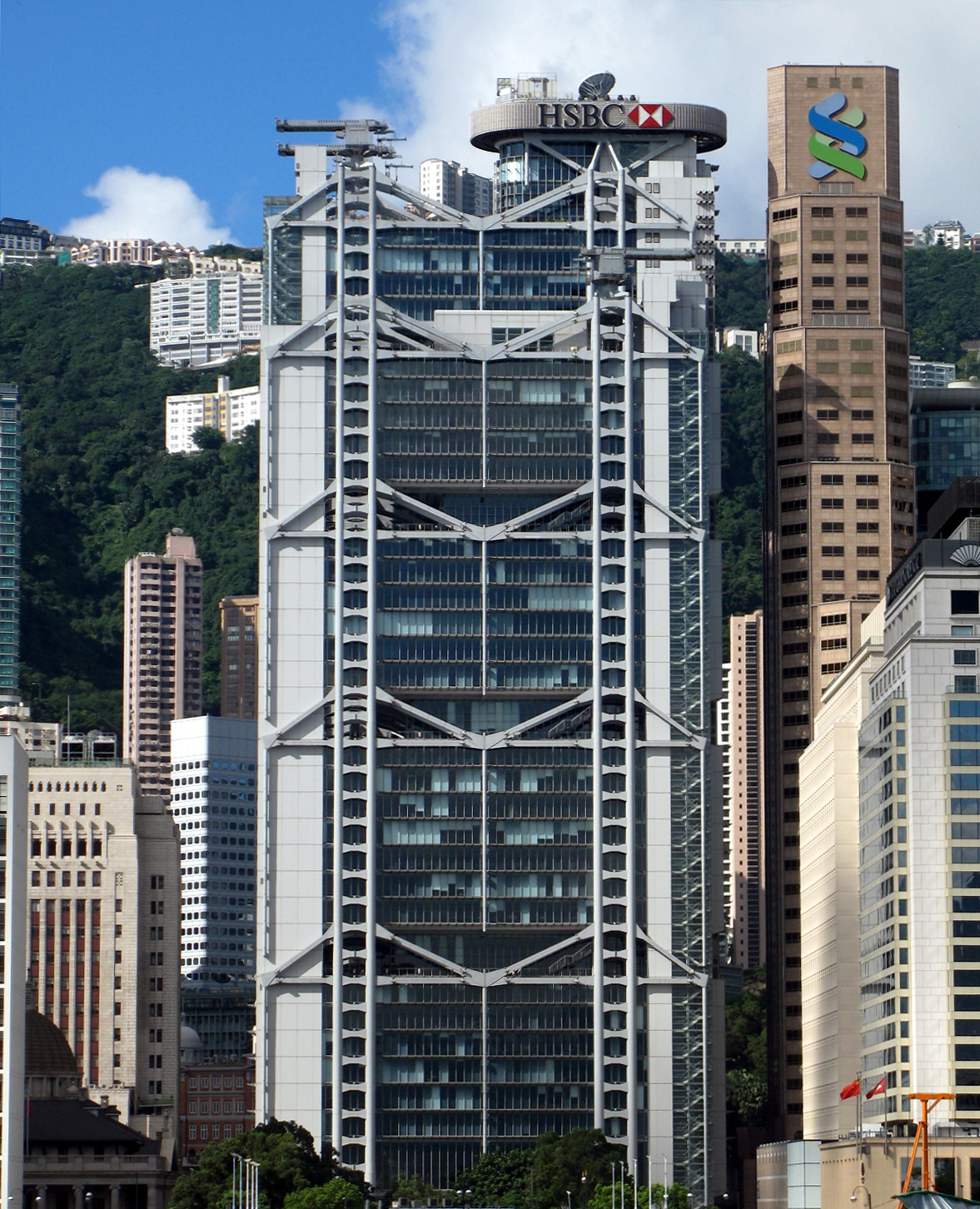
HSBC-Hochhaus, Hong Kong